# Педагогическая академия
Педагогическая академия — русское высшее учебно-научное педагогическое учреждение созданное в 1907 году. Педагогическая академия занимала центральное по научной значимости место среди общественных учебных заведений Российской империи. 

## История
В 1904 году при Педагогическом музее ГУВУЗ были созданы Педологические курсы. В 1907 году на базе Педологических курсов по решению Всероссийского съезда по педагогической психологии при Лиге образования
в Санкт-Петербурге была создана Педагогическая академия.
В 1907 году согласно утверждённому уставу Педагогическая академия являлась научно-педагогическим центром и находилась в подчинении министру народного просвещения П. М. Кауфману. Руководящим звеном Педагогической академии являлся его Совет, который избирал профессорско-преподавательский и руководящий состав. В 1907 году первым президентом Педагогической академии стал генерал от инфантерии А. Н. Макаров, первым вице-президентом был М. М. Ковалевский, секретарём стал А. П. Нечаев, членами Совета Педагогической академии являлись такие видные педагоги в различных сферах науки и образования как: А. Ф. Лазурский, А. С. Лаппо-Данилевский, С. Ф. Ольденбург, Н. И. Кареев, Г. А. Фальборк и И. М. Гревс. В составе профессорско-преподавательского состава в разное время состояли такие педагоги как: В. И. Вернадский, И. П. Павлов,  Е. В. Тарле, А. А. Корнилов, Н. А. Гредескул, И. X. Озеров, А. А. Шахматов, И. А. Бодуэн-де-Куртене, Д. Н. Овсяников-Куликовский, С. А. Венгеров, Л. И. Петражицкий, Н. О. Лосский.

### Учебный процесс
Педагогическая академия являлась «высшими курсами» ведомства Министерства народного просвещения Российской империи для подготовки «опытных и знающих экспериментаторов по педагогическим вопросам», высококвалифицированных экспертов по
различным вопросам народного образования, директоров учебных заведений, педагогов, организаторов внешкольного просвещения и школьных врачей гигиенистов
В Педагогическую академию принимались на двух годичный срок обучения персоны обоих полов и имевшие российское или зарубежное высшее образование, вероисповедание и национальность при поступлении значения не имели. Учебный процесс делился на три предмета обучения :
- основной, включавший в себя такие категории как история педагогики, школоведение, педагогическая психология и школьная гигиена.
- дополнительный, включавший в себя: физиологию, психологию, анатомию,  , историю философии, искусства и литературы
- специальный, включавший в себя историю и методику преподавания учебных предметов в учебных заведениях[2][1].

В 1910 году в Педагогической академии была открыта экспериментальная школа, вошедшая в 1912 году в структуру Санкт-Петербургского Общества экспериментальной педагогики. С 1916 года Педагогическая академия вошла в Санкт-Петербургское Общество экспериментальной педагогики в качестве его учреждения. Педагогическая академия много сделала для организации и проведения Всероссийских учительских курсов по различным специализациям. Популярностью среди учителей пользовались труды академии, такие как: «Педагогическая академия в очерках и монографиях»